# Tregua di Natale

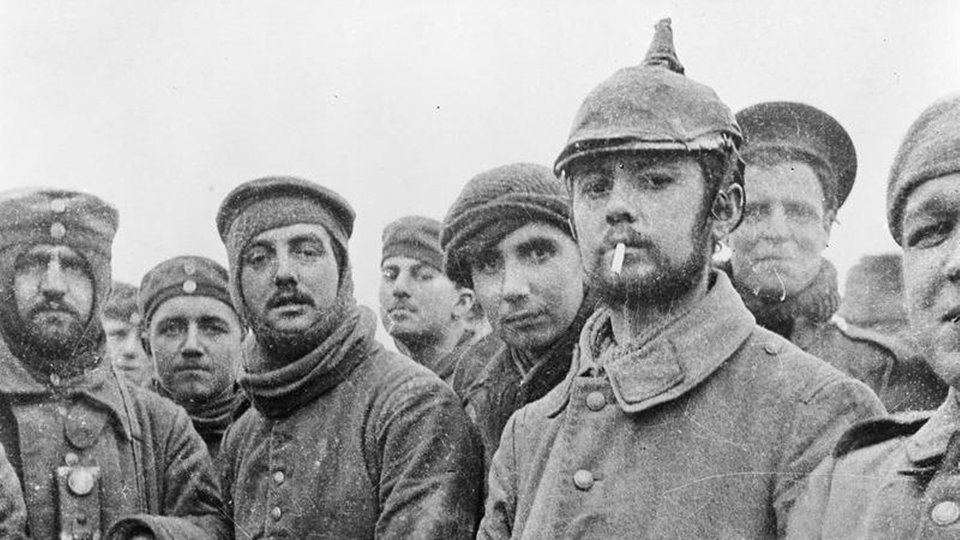
Soldati tedeschi e britannici riuniti durante la tregua di Natale 1914

Per tregua di Natale (in inglese Christmas truce; in tedesco Weihnachtsfrieden; in francese Trêve de Noël) si intende una serie di "cessate il fuoco" non ufficiali avvenuti nei giorni attorno al Natale del 1914 in varie zone del fronte occidentale durante la prima guerra mondiale.
Già nella settimana precedente il Natale, membri delle truppe tedesche e britanniche schierate sui lati opposti del fronte presero a scambiarsi auguri e canzoni dalle rispettive trincee, e occasionalmente singoli individui attraversarono le linee per portare doni ai soldati schierati dall'altro lato; nel corso della vigilia di Natale e del giorno stesso di Natale, un gran numero di soldati provenienti da unità tedesche e britanniche (nonché, in misura minore, da unità francesi) lasciarono spontaneamente le trincee per incontrarsi nella terra di nessuno per fraternizzare, scambiarsi cibo e souvenir. Oltre a celebrare comuni cerimonie religiose e di sepoltura dei caduti, i soldati dei due schieramenti intrattennero rapporti amichevoli tra di loro al punto di organizzare improvvisate partite di calcio.
La tregua non fu un evento organizzato, né universalmente diffuso: in diverse zone del fronte i combattimenti proseguirono per tutto il giorno di Natale, mentre in altri i due schieramenti negoziarono solo tregue momentanee per seppellire i caduti. Gli episodi di fraternizzazione con il nemico furono giudicati negativamente dagli alti comandi e severamente proibiti per il futuro: già l'anno successivo alcune unità organizzarono cessate il fuoco per il giorno di Natale, ma le tregue non raggiunsero il grado di intensità e di fraternizzazione di quelle del 1914; per il Natale del 1916, dopo le traumatiche esperienze delle sanguinose battaglie di Verdun e della Somme e la diffusione dell'impiego di armi chimiche, nessuna tregua venne organizzata.
Nei primi mesi del conflitto, quando ancora la guerra di trincea era agli inizi, gli episodi di tregue spontanee tra le opposte fazioni non costituirono episodi rari, né limitati al solo periodo natalizio: in molti settori si instaurò un rapporto di "vivi e lascia vivere" tra i soldati, e unità opposte schierate a stretto contatto limitarono spesso gli atteggiamenti aggressivi o permisero atti di fraternizzazione, come lo scambio di sigarette o cessate il fuoco non ufficiali per permettere il recupero di morti e feriti dalla terra di nessuno; la tregua di Natale del 1914, tuttavia, rappresentò l'episodio maggiormente significativo di tutto il conflitto sia per il gran numero di uomini coinvolti più o meno contemporaneamente, sia per l'alto grado di partecipazione e fraternizzazione che si sviluppò.

## Antefatti
Il 3 agosto 1914 la Germania dichiarò guerra alla Francia, iniziando le operazioni sul fronte occidentale: seguendo i dettami del cosiddetto "Piano Schlieffen", le truppe tedesche invasero il neutrale Belgio al fine di aggirare le difese francesi poste lungo il confine tra le due nazioni e puntare su Parigi; dopo alcuni iniziali successi, l'azione dei tedeschi venne fermata nel corso della prima battaglia della Marna (5-12 settembre 1914) ad opera delle truppe francesi e del corpo di spedizione dei britannici (British Expeditionary Force o BEF), da poco sopraggiunto, ma la seguente controffensiva degli anglo-francesi venne fermata nel corso dell'inconcludente prima battaglia dell'Aisne.
Nei mesi successivi i due contendenti cercarono di aggirare reciprocamente il fianco settentrionale dell'avversario, che a causa della rapida avanzata tedesca non era ancora ben definito, dando luogo alla serie di eventi nota come "corsa al mare": i combattimenti si estesero progressivamente verso nord, nella regione belga delle Fiandre, mentre lungo la linea del fronte presero a comparire i primi sistemi di trincee. Per la fine di novembre del 1914, dopo la conclusione della prima battaglia di Ypres, la situazione giunse a un punto di stallo: la guerra di movimento cessò e il fronte si stabilizzò lungo una linea continua di trincee estesa dal Mare del Nord alla Svizzera, dietro cui i due contendenti si ammassarono a difesa.
Con l'approssimarsi del Natale del 1914, furono intraprese diverse iniziative a favore della pace: una Open Christmas Letter ("Lettera aperta di Natale") fu pubblicamente sottoscritta da un gruppo di 101 suffragette britanniche e indirizzata alle "donne di Germania e Austria" come messaggio di pace tra le opposte fazioni; il 7 dicembre 1914, invece, il Papa Benedetto XV avanzò la proposta di sottoscrivere una tregua natalizia tra i governi belligeranti, chiedendo che "i cannoni possano tacere almeno nella notte in cui gli angeli cantano", richiesta che tuttavia fu ufficialmente respinta.

## La tregua del 1914

Truppe britanniche e tedesche si incontrano nella terra di nessuno durante la tregua non ufficiale, settore Bridoux-Rouge Banc

Benché nessun accordo ufficiale tra i belligeranti fosse stato pattuito, nel corso del Natale del 1914 circa 100.000 soldati francesi, britannici e tedeschi furono coinvolti in un certo numero di tregue spontanee lungo i rispettivi settori di fronte nelle Fiandre. I primi episodi ebbero luogo durante la notte della vigilia, quando soldati tedeschi iniziarono a porre decorazioni natalizie nelle loro trincee nella zona di Ypres (in particolare nel settore dei villaggi di Saint-Yvon/Saint-Yves, Plugstreet/Ploegsteert e Comines/Warneton), dove Bruce Bairnsfather (noto umorista e cartonista britannico, all'epoca capitano di un'unità di mitraglieri del Royal Warwickshire Regiment) descrisse l'episodio: i tedeschi presero a mettere candele sul bordo delle loro trincee e su alcuni alberi nelle vicinanze, iniziando poi a cantare alcune tipiche canzoni natalizie; dall'altro lato del fronte, i britannici risposero iniziando anche loro a cantare, e dopo poco tempo soldati dell'uno e dell'altro schieramento presero ad attraversare la terra di nessuno per scambiare con la controparte piccoli doni, come cibo, tabacco, alcolici e souvenir quali bottoni delle divise e berretti.

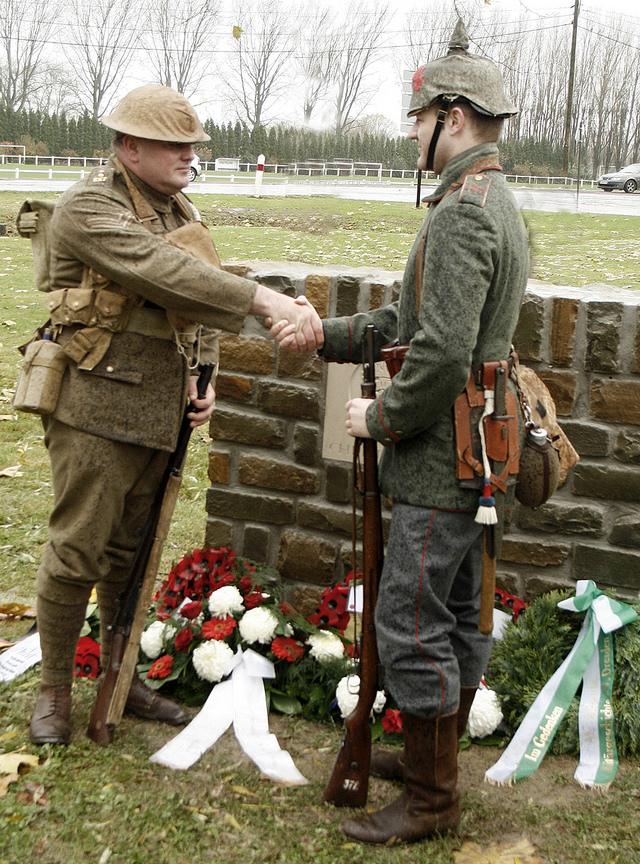
Due discendenti di reduci di guerra commemorano la tregua di Natale (2008)

In molti casi gli episodi di fraternizzazione proseguirono anche la mattina di Natale: una forte gelata indurì il terreno e disperse l'odore di putrefazione dei cadaveri insepolti, e diversi gruppi di soldati dei due schieramenti si incontrarono nella terra di nessuno per scambiarsi doni e scattare foto ricordo; il livello di fraternizzazione fu tale che vennero persino organizzate improvvisate partite di calcio tra i militari tedeschi e quelli britannici.
La tregua fornì poi l'occasione per recuperare i caduti rimasti abbandonati nella terra di nessuno e dare loro sepoltura; durante questa fase, furono organizzate anche funzioni religiose comuni per tutti i caduti. Nei settori del fronte interessati dalla tregua l'artiglieria rimase muta e non si verificarono combattimenti su vasta scala per tutto il periodo natalizio; anche così, comunque, in alcuni casi soldati che si avvicinavano alle trincee nemiche furono presi a fucilate dagli avversari. Nella maggior parte dei settori interessati la tregua durò solo per il giorno di Natale, ma in alcuni casi si prolungò fino alla notte di Capodanno.
Bruce Bairnsfather, testimone degli avvenimenti, scrisse: 
Un altro testimone britannico, il capitano Sir Edward Hulse Bart, riferì che il primo interprete che incontrò nelle linee tedesche era originario del Suffolk, dove aveva lasciato la propria ragazza e la propria motocicletta; Hulse Bart descrisse anche di una canzoncina "terminata con un "Auld Lang Syne" che unì noi tutti, inglesi, scozzesi, irlandesi, prussiani, württemburghesi ecc. Fu una cosa assolutamente incredibile, e se l'avessi vista in una pellicola cinematografica avrei giurato che fosse una messiscena!". Il tenente tedesco Johannes Niemann scrisse: "afferrato il binocolo e scrutato con cautela oltre il parapetto, ebbi la vista incredibile dei nostri soldati che scambiavano sigarette, grappa e cioccolato con il nemico".

### Reazioni dell'opinione pubblica
Gli eventi della tregua del 1914 non furono riportati dai media per giorni, in una sorta di autocensura non ufficiale rotta infine il 31 dicembre 1914 dal The New York Times statunitense (paese in quel momento ancora neutrale); i giornali britannici si accodarono nei primi giorni di gennaio del 1915, riportando numerosi resoconti in prima persona degli stessi soldati, presi dalle lettere inviate alle famiglie, nonché editoriali che commentavano "una delle più grandi sorprese di una guerra sorprendente". Dall'8 gennaio 1915 iniziarono ad essere pubblicate le prime fotografie degli eventi, in particolare dai quotidiani Daily Mirror e Daily Sketch; il tono generale degli articoli fu fortemente a favore dell'evento, con il Times che approvò la "mancanza di cattiveria" diffusa tra entrambe le parti e il Mirror che deplorò "l'assurdità e la tragedia" che sarebbe ripresa dopo la tregua.
La copertura dell'evento in Germania fu più smorzata, con molti giornali che espressero critiche nei confronti dei soldati partecipanti alla tregua, e nessuna immagine dell'evento fu pubblicata. In Francia, la forte censura assicurò che l'unico resoconto degli eventi venisse solo dai racconti dei soldati al fronte o da quelli feriti negli ospedali: a queste crescenti voci i giornali risposero ristampando un precedente avviso del governo secondo cui fraternizzare con il nemico costituiva tradimento; solo all'inizio di gennaio del 1915 furono pubblicate dichiarazioni ufficiali sulla tregua di Natale, tendenti più che altro a minimizzare la portata e la diffusione degli eventi.
In Italia, dove l'opinione pubblica era impegnata nel dibattito tra neutralità e intervento, i giornali nazionali parlarono della tregua in brevi trafiletti, spesso riportando gli articoli apparsi sui giornali americani e inglesi. Il 27 dicembre 1914, un breve articolo de La Stampa fece notare che "sino a notte tarda echeggiarono dalle trincee i canti e scintillarono dappertutto piccoli alberelli di abete ornati di cianfrusaglie", ma sottolineando che i combattimenti erano poi regolarmente proseguiti. Il 30 dicembre 1914, il Corriere della Sera parlò delle fraternizzazioni tra le opposte trincee, riportando la lettera di un disegnatore tedesco. La Nazione di Firenze diede maggior risalto alla notizia, pubblicando anche un reportage sulle partite di calcio al fronte:
In Italia, la notizia venne in larga parte oscurata da altri avvenimenti che si verificarono contestualmente o di lì a breve: il sanguinoso esordio della Legione Garibaldina in Francia e il terremoto di Avezzano.

## Le altre tregue
Nei mesi seguenti il Natale 1914, vi furono altri sporadici tentativi di instaurare tregue non ufficiali da parte dei soldati stessi: durante la domenica di Pasqua del 1915 soldati tedeschi lasciarono le loro trincee sotto bandiera bianca nel tentativo di stipulare una tregua con le loro controparti britanniche, che tuttavia respinsero la proposta; più avanti, in novembre, un'unità sassone riuscì a stabilire una tregua e a fraternizzare con soldati britannici di un battaglione di Liverpool. Memori degli eventi del 1914, nel dicembre del 1915 gli alti comandi di entrambi gli schieramenti emisero espliciti ordini per impedire qualsiasi tentativo di instaurare una tregua: alcune unità furono incoraggiate a compiere incursioni contro le linee nemiche e a molestarne continuamente le postazioni, mentre per scoraggiare qualsiasi comunicazione tra i soldati furono organizzati sbarramenti di artiglieria lungo tutta la linea del fronte per l'intera giornata di Natale; queste misure si dimostrarono non del tutto efficaci e anche durante il giorno di Natale del 1915 si verificarono piccole e brevi tregue tra i belligeranti, sebbene in proporzioni minori rispetto al 1914.
Un testimone oculare degli eventi del 1915, lo scrittore gallese Llewelyn Wyn Griffith all'epoca in forza al 15th (London Welsh) Battalion, riportò che dopo una notte passata a scambiarsi canti tra le due linee di trincee, l'alba del giorno di Natale vide "corse di uomini di entrambi gli schieramenti... [e] un fervido scambio di souvenir" prima che i soldati venissero richiamati indietro dai loro ufficiali, con varie offerte di cessate il fuoco per la giornata per disputare un incontro di calcio; queste offerte caddero in un niente a causa dell'opposizione del comandante della brigata britannica coinvolta, che minacciò sanzioni disciplinari e insistette per una ripresa dei combattimenti per quello stesso pomeriggio. Un altro membro del battaglione di Griffith, Bertie Felstead (centenario deceduto nel 2001, probabilmente l'ultimo testimone diretto dei fatti), riferì di un incontro di calcio disputato il giorno di Natale tra tedeschi e britannici, interrotto dopo mezz'ora a causa della rabbiosa reazione degli ufficiali.
In un settore adiacente a quello dell'unità di Griffith, una breve tregua tra tedeschi e britannici provocò alcune ripercussioni ufficiali: un comandante di compagnia, Sir Iain Colquhoun delle Scots Guards (poi rettore dell'Università di Glasgow), fu sottoposto a corte marziale per aver disobbedito agli ordini che vietavano l'organizzazione di tregue con il nemico. Benché giudicato colpevole e ammonito ufficialmente, la sua condanna fu rapidamente annullata dal comandante del BEF Douglas Haig e Colquhoun reintegrato nel suo incarico; l'atto di clemenza fu probabilmente dovuto alla parentela di Colquhoun con il primo ministro britannico Herbert Henry Asquith.
La tregua natalizia del 1915 non fu un evento confinato al settore britannico del fronte. Richard Schirrmann, insegnante tedesco all'epoca in servizio presso un reggimento schierato sul Bernhardstein, una montagna della regione dei Vosgi, descrisse in un resoconto gli eventi del dicembre 1915: "Quando le canzoni di Natale risuonarono nei villaggi dei Vosgi dietro le linee... qualcosa di fantasticamente poco militare accadde. Soldati tedeschi e francesi fecero spontaneamente pace e cessarono le ostilità; si visitarono gli uni con gli altri attraverso dei tunnel in disuso e scambiarono vino, cognac e sigarette con pane nero vestfaliano, biscotti e prosciutto. Questo fatto si svolse così bene che rimasero buoni amici anche dopo che il Natale ebbe termine".
La disciplina militare fu rapidamente ristabilita, ma l'episodio fece ragionare Schirrmann sul fatto che "ai premurosi giovani di tutti i paesi dovessero essere forniti luoghi d'incontro adatti dove conoscersi gli uni con gli altri". Schirrmann, già ideatore del primo ostello nel 1912, fu poi il fondatore della Deutsches Jugendherbergswerk ("Associazione tedesca degli ostelli della gioventù") nel 1919, capostipite della Hostelling International e del movimento degli ostelli della gioventù. Più avanti nel corso della guerra, durante i Natali del 1916 e del 1917, le aperture dei tedeschi verso i britannici per una tregua natalizia si rivelarono senza successo; in alcuni settori tenuti dai francesi, scambi di doni e canzoni tra le trincee furono occasionalmente registrati, ma si trattò principalmente un'estensione dell'abituale politica del "vivi e lascia vivere" comune anche in altri periodi.
Prove di una tregua natalizia nel 1916, prima sconosciute dagli storici, sono poi emerse più recentemente, quando in una lettera a casa del soldato Ronald MacKinnon venne riportato un resoconto di una tregua tra tedeschi e canadesi nei pressi di Vimy, con scambi di canzoni e piccoli baratti tra i soldati dei due schieramenti; MacKinnon rimase poi ucciso nel corso della battaglia del crinale di Vimy dell'aprile 1917. In generale tuttavia ogni sforzo fu fatto per impedire che episodi come quelli del 1914 potessero ripetersi: bombardamenti d'artiglieria vennero organizzati per la notte della vigilia e le truppe furono fatte ruotare periodicamente tra vari settori in modo che non potessero creare legami con le loro controparti.
In occasione del Natale 1915 si verificò, in tono minore, un analogo episodio di fratellanza sul fronte del Carso.

## Commemorazioni

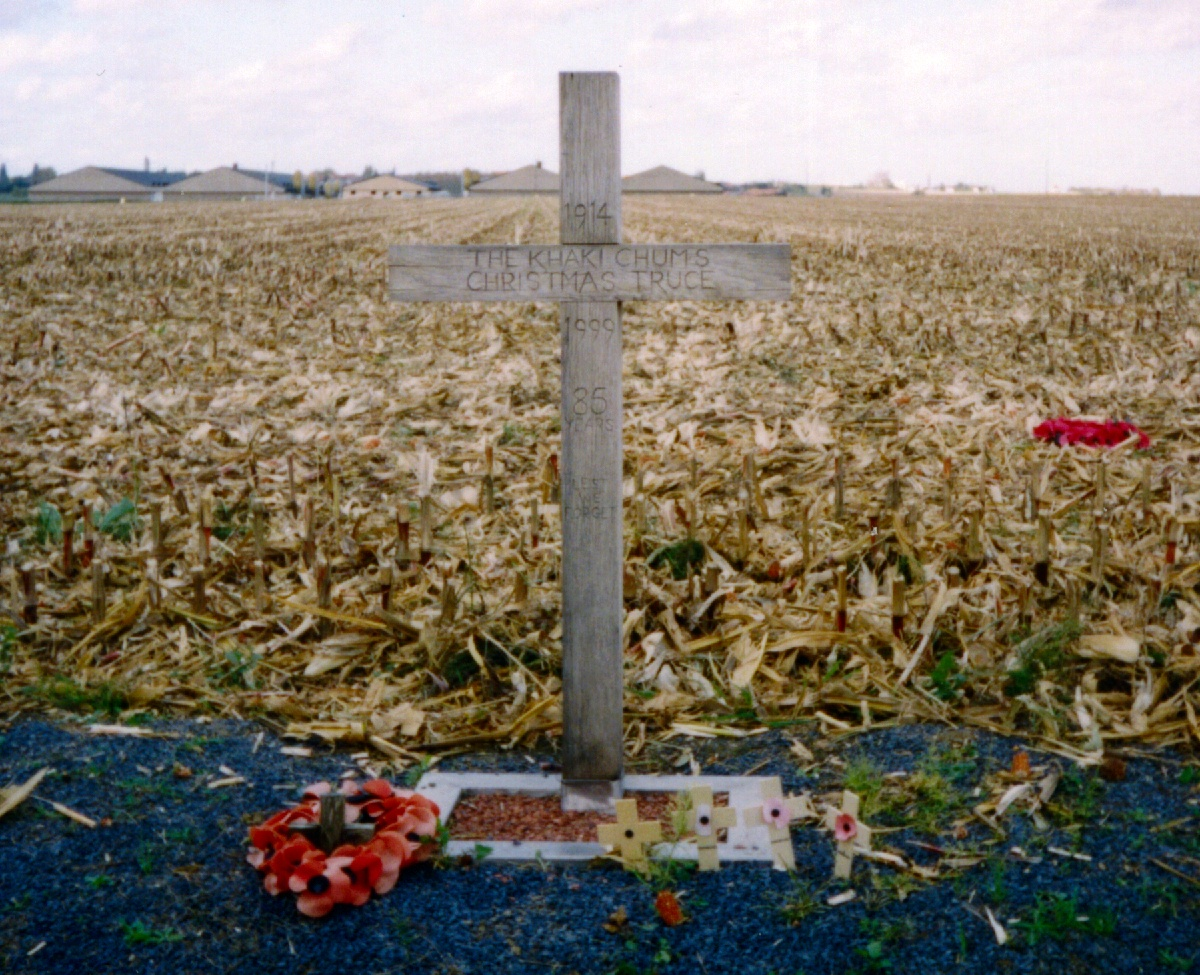
Croce, posta vicino a Ypres nel 1999 da parte dei "Khaki Chum", a ricordare il luogo in cui avvenne la tregua di Natale

Nel 1999 i cosiddetti "Khaki Chums" (ufficialmente: Associazione per il Ricordo Militare) visitarono una parte delle Fiandre e ricrearono la tregua di Natale, vivendo come vissero i soldati britannici della prima guerra mondiale, privi delle comodità moderne. Diversi libri sono stati scritti sulla tregua di Natale, tra cui Silent Night: The Story of the World War I Christmas Truce, di Stanley Weintraub, che riporta la cronaca degli eventi da testimonianze di prima mano, e La piccola pace nella Grande Guerra di Michael Jürgs che si propone di riportare alla luce l'evento con testimonianze e aggiungendovi considerazioni di carattere storico, sociale e politico al fine di trovare l'origine e il significato dell'episodio. Un monumento alla tregua di Natale venne inaugurato l'11 novembre 2008 a Frelinghien, al confine tra Francia e Belgio. Altri monumenti in suo ricordo sono stati costruiti dalla UEFA a Ploegsteer, vicino a Ypres, in Belgio, dove il 25 dicembre fu disputata una delle numerose partite di calcio tra tedeschi e inglesi.

## Nella cultura di massa

### Letteratura
- Eventi simili alla tregua di Natale del 1914 sono rappresentati nel romanzo autobiografico di William Wharton A Midnight Clear (1982), ambientato nella seconda guerra mondiale.
- Nel romanzo di Ken Follett La caduta dei giganti, uscito contemporaneamente nelle librerie di tutto il mondo il 28 settembre 2010, viene citata una tregua nel Natale 1914 tra i tedeschi e gli inglesi.

### Teatro, cinema, TV
- Nel lavoro teatrale del 1933 Petermann schließt Frieden oder Das Gleichnis vom deutschen Opfer ("Petermann fa la pace, o l'allegoria delle vittime tedesche") dell'autore tedesco Heinz Steguweit (veterano della prima guerra mondiale e simpatizzante nazista), un soldato tedesco, accompagnato dai canti natalizi dei commilitoni, innalza un albero di Natale nella terra di nessuno tra le trincee, solo per essere colpito a morte dal nemico[30].
- Gli eventi della tregua del 1914 sono rappresentati nel film franco-anglo-tedesco Joyeux Noël - Una verità dimenticata dalla storia (2005), regia di Christian Carion[31]; Silent Night, un'opera in due atti di Kevin Puts basata sulla trama del film, ricevette il Premio Pulitzer per la musica nel 2012[32].
- In occasione del centenario della Grande Guerra, la catena di supermercati inglese Sainsbury's ha creato - in collaborazione con la Royal British Legion[33] - un cortometraggio pubblicitario per la stagione natalizia 2014 basandosi su tale evento[34]. Il breve filmato ha riscosso grande successo presso il pubblico e la stampa[35].
- Nello speciale natalizio del 2017 della nuova serie di Doctor Who il Dodicesimo e il Primo Dottore assistono alla scena di un “canto natalizio” che rese possibile la tregua di Natale, citando appunto quest’ultima e sottolineando che fu la prima e l’ultima volta che accadde nella storia di tutte le guerre.

### Musica
- Il video del brano Pipes of Peace, tratto dall'omonimo album di Paul McCartney del 1983 presenta una versione romanzata degli eventi della tregua di Natale.
- La canzone Christmas in the Trenches di John McCutcheon, dal suo album Winter Solstice del 1984, presenta un resoconto composito di eventi attestati della tregua raccontati dal punto di vista di un fittizio soldato britannico.
- Christmas 1914 dell'inglese Mike Harding (1989) e Belleau Wood dello statunitense Garth Brooks (1997) contengono simili descrizioni della tregua.
- La canzone Let the Truce Be Known (2014) del gruppo heavy metal israeliano Orphaned Land trae ispirazione dagli eventi della tregua, ambientando però il video ufficiale nello scenario del conflitto arabo-israeliano.
- Il videoclip del brano Sono più sereno (2003) del gruppo Le Vibrazioni è ispirato a questo famoso episodio della prima guerra mondiale.
- La band svedese Sabaton ha pubblicato nel 2021 un singolo ("Christmas Truce") con rispettivo video che racconta l’avvenimento con un rifacimento sonoro alla canzone natalizia Carol of the Bells.
- Il compositore siciliano Salvatore Passantino ha scritto un melologo nel 2024 intitolato "Natale 1914", per voce narrante e orchestra ispirato agli eventi della tregua. L'opera è stata pubblicata da Edizioni Curci di Milano.
- La band skinhead Oi! Oppressed ha basato su questi eventi la canzone "All together now", inno al pacifismo e alla fratellanza universale